# Liste der Bischöfe von Jaén
Die folgenden Personen waren Bischöfe von Jaén (Spanien):
- Rogato (um 675 bis 688) (erster Bischof von Baeza)
- Heiliger Teudisclo (um 693)
- Saro (um 862)
- Domingo von Baeza (1228–1246) (danach Verlegung des Bischofssitzes von Baeza nach Jaén)
- Pedro Martínez (1249)
- Pascual (1250–1275)
- Martín Domínguez (1276–1283)
- Juan I. Ibáñez (1283–1284)
- Juan II. (1285)
- Juan III. (1287–1289)
- Juan Miguel (Elekt)
- Sedisvakanz (1289–1296)
- Heiliger Pedro Pascual (1296–1300)
- García Pérez (1301–1316)
- Gutierre Téllez (1317–1322)
- Fernando Martínez de Ágreda (1322–1335)
- Juan Morales (1335–1357)
- Juan VI. (1357–1358)
- Andrés (1360–1367)
- Alfonso Pecha (1367–1368)
- Nicolás de Biedma (1368–1378) (1. Mal)
- Juan de Castromocho (1378–1381)
- Nicolás de Biedma (1381–1383) (2. Mal)
- Rodrigo Fernández de Narváez (1383–1422)
- Gonzalo de Stuñiga o Zúñiga (1422–1456)
- Jaime Tahuste (1456–1457?)
- Alfonso Vázquez de Acuña (1457–1474)
- Iñigo Manrique de Lara (1475–1483) (Haus Manrique de Lara)
- Luis Osorio (1483–1496)
- Diego de Deza, O.P. (1498–1500) (auch Bischof von Palencia)
- Alonso Suárez de la Fuente del Sauce (1500–1520)
- Diego Gayangos (1522)
- Esteban Gabriel Merino (1523–1535)
- Alessandro Farnese der Jüngere (1535) (Apostolischer Administrator)
- Alexandro Cesarini (1537) (Apostolischer Administrator)
- Francisco Mendoza (1538–1543)
- Pedro Pacheco Ladrón de Guevara (1545–1554) (auch Bischof von Sigüenza)
- Diego Tavera Ponce de Léon (1555–1560)
- Francisco Benavides (1560)
- Diego de los Cobos Molina (1560–1565)
- Francisco Delgado López (1566–1576)
- Diego Deza Tello (1577–1579)
- Francisco Sarmiento Mendoza (1580–1595)
- Bernardo de Rojas y Sandoval (1596–1599) (auch Erzbischof von Toledo)
- Sancho Dávila y Toledo (1600–1615)
- Francisco Martínez de Cenicero (1615–1619)
- Baltasar de Moscoso y Sandoval (1619–1646) (auch Erzbischof von Toledo)
- Juan Queipo de Llano Flores (1647–1647)
- Fernando Andrade Castro (1648–1664)
- Antonio de Piña Hermosa (1664–1667)
- Jerónimo Rodríguez de Valderas (1668–1671)
- Antonio Fernández de Campo y Angulo (1671–1681)
- Juan Asensio (1682–1692)
- Antonio de Brizuela y Salamanca (1693–1708)
- Benito Omañana (1708–1712)
- Rodrigo Marín Rubio (1714–1732)
- Manuel Isidro Orozco Manrique de Lara (1732–1738) (auch Erzbischof von Santiago de Compostela)
- Andrés Cabrejas Molina (1738–1746)
- Juan Domingo Manzano Carvajal (1739–1750)
- Francisco Castillo Vintimilla (1747–1749)
- Benito Marín, O.S.B. (1750–1769)
- Antonio Gómez de la Torre y Jaraveitia (1770–1779)
- Agustín Rubín Cevallos (1780–1793)
- Pedro Rubio-Benedicto Herrero (1794–1795)
- Diego Melo Portugal, O.S.A. (1795–1816)
- Andrés Esteban Gómez (1816–1831)
- Diego Martínez Carlón y Teruel (1831–1836)
- José Escolano Fenoy (1847–1854)
- Tomás Roda Rodríguez (1857–1858)
- Andrés Rosales Muñoz (1858–1864) (auch Bischof von Almería)
- Antolín Monescillo y Viso (1865–1878) (auch Erzbischof von Valencia)
- Manuel María León González y Sánchez (1877–1896)
- Victoriano Guisasola y Menéndez (1897–1901) (auch Bischof von Madrid)
- Salvador Castellote y Pinazo (1901–1906) (auch Erzbischof von Sevilla)
- Juan José Laguarda y Fenollera (1906–1909) (auch Bischof von Barcelona)
- Juan Manuel Sanz y Saravia (1909–1919)
- Plácido Ángel Rey de Lemos, O.F.M. (1917–1919) (Apostolischer Administrator, auch Bischof von Lugo)
- Manuel Basulto Jiménez (1919–1936)
- Rafael García y García de Castro (1942–1953) (auch Erzbischof von Granada)
- Felix Romero Menjibar (1954–1970) (auch Erzbischof von Valladolid)
- Miguel Peinado Peinado (1971–1988)
- Santiago García Aracil (1988–2004) (auch Erzbischof von Mérida-Badajoz)
- Ramón del Hoyo López (2005–2016)
- Amadeo Rodríguez Magro (2016–2021)
- Sebastián Chico Martínez (seit 2021)